# Спортна зала „Ясмин“
„Ясмин“ (на македонска литературна норма: Спортска Сала „Јасмин“) е спортна зала в Северна Македония.
Наречена е на политика от Социалистическа република Македония Мито Хадживасилев - Ясмин, който е родом от Кавадарци. Залата има капацитет 2500 места.
Използва се главно за баскетбол от БК Фени Индустри. През май 2011 г. залата е домакин на Финалната четворка на Балканската лига по баскетбол. Използва се също за концерти и от хандбалния отбор Кавадарци.